# سلمیر دوس سانتوس بیزارا
سلمیر دوس سانتوس بیزارا (به پرتغالی: Selmir dos Santos Bezerra) مهاجم اهل برزیل است که در شهر فورتالزا، سئارا  و در تاریخ ۲۳ اوت ۱۹۷۹ به دنیا آمده‌است.
سلمیر دوس سانتوس بیزارا در تیم‌های فوتبال Central سابقهٔ حضور دارد.